# Cele zece plăgi ale Egiptului

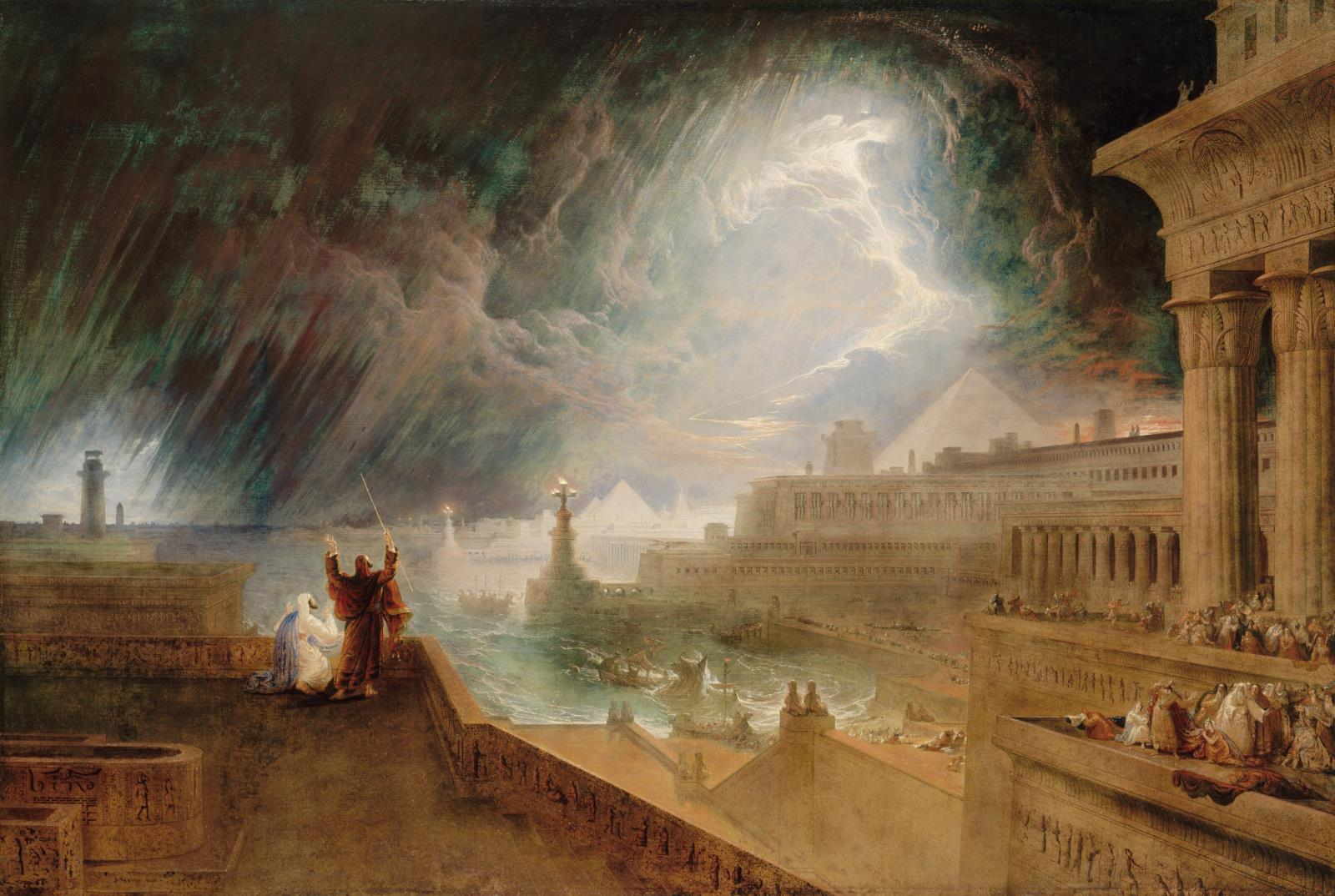
A șaptea plagă (Ploaia de foc și piatră)- pictură de John Martin din 1823

Conform Vechiului Testament, Cele zece plăgi (ebraică: עשר המכות, Eser Ha-Makot) ale Egiptului au fost trimise de Yahweh, Dumnezeul evreilor, asupra Egiptului pentru a-l convinge pe faraon să elibereze evreii din sclavie. Faraonul a cedat după a zecea plagă, declanșând exodul poporului evreu sub conducerea lui Moise. Plăgile au fost destinate să contrasteze puterea lui Yahweh cu neputința diverșilor zei ai Egiptului. Unii comentatori au asociat unele plăgi cu judecata unor zei specifici asociați cu Nilul, cu fertilitatea și cu fenomene naturale. Plăgile Egiptului sunt, de asemenea, menționate în Coran (7,133-136). Potrivit Cărții Exodului, Dumnezeu proclamă că toți zeii Egiptului vor fi judecați prin a zecea și ultima plagă.:
„În noaptea aceea, Eu voi trece prin țara Egiptului și voi lovi pe toți întâii născuți din țara Egiptului, de la oameni până la dobitoace; și voi face judecată împotriva tuturor zeilor Egiptului, Eu, Domnul.”—Exodul 12:12

## Explicarea plăgilor
Intr-o emisiune științifică transmisă de televiziunea germană în anul 2017 s-a încercat explicarea plăgilor biblice, ca urmare a erupției catastrofale a supervulcanului de pe insula Santorini din anul 1613 î.e.n.

Plaga 1 (Prefacerea apei in sânge - Exodul 7,14-25)

Inroșirea bruscă a apelor Nilului ar fi fost cauzată de înmulțirea explozivă a unor microorganisme unicelulare din grupa dinoflagelatelor (Gambierdiscum, Pyrodimium, Gymnodium, Goniaulax), care colorează apa în roșu-sângeriu,  provocȃnd moartea peștilor. Plaga durează deobicei câteva zile.

Plaga 2 (Broaștele - Exodul 8,1-15)

Plaga ar fi urmarea firească a primei plăgii. Microorganismele dinoflagelate distrug multe animale acvatice, nu însă și larvele broaștelor. Dimpotrivă, aceste larve se hrănesc cu aceste microorganisme, accelerând prin aceasta dezvoltarea și apariția în scurt timp a unui număr enorm de broaște.

Plăgile 3 și 4 (Moskitos și Musca câinească - Exodul 8,16-19 și 8,20-32)

Ouăle acestor insecte depuse în nisipul pustiului rezistă pȃnă la 10 ani. Ajunge o singură ploaie sau o cădere mai abundentă de rouă spre a declanșa dezvoltarea lor masivă, urmată de o invazie necruțătoare a zonelor populate de pe malurile Nilului.

Plăgile 5 și 6 (Ciuma vitelor și Vărsatul negru - Exodul 9,1-7 și 9,8-12)

Sunt epidemii cu apariție periodică la animale (plaga 5) sau la oameni (plaga 6), binecunoscute de medicina modernă.

Plaga 7 (Piatra și Focul - Exodul 9,13-35)

O furtună neobișnuit de puternică, cu căderi de grindină (piatră) și cu descărcări electrice (foc).

Plaga 8 (Lăcustele - Exodul 10,1-20)

O invazie de lăcuste, precum se constată de multe ori și în zilele de azi.

Plaga 9 (Intunerec de 3 zile - Exodul 10,21-29)

Intunecarea temporară a cerului după marea erupție a vulcanului.

## În cultura populară

### Filme despre cele zece plăgi
- The Abominable Dr. Phibes (1971)[4][5]
- The Prince of Egypt (1998)[6] (ro.: Prințul Egiptului)[7]
- Magnolia (1999)[8][9]
- The Reaping (2007)[10] (ro.: Zece semne rele)[11]